# Caridina samar
Caridina samar е вид десетоного от семейство Atyidae. Видът е уязвим и сериозно застрашен от изчезване.

## Разпространение и местообитание
Разпространен е във Филипини.
Обитава сладководни басейни и реки.